# Sea Island Golf Club
De Sea Island Golf Club is een golfclub in de Verenigde Staten. De club, die werd opgericht in 1928, heeft een 36-holes golfbaan, of twee 18-holes banen, en bevindt zich in St. Simons, Georgia.
De twee 18-holesbanen hebben een eigen naam: de Plantation- en de Seaside-golfbaan. De "Plantation"-baan werd ontworpen door de golfbaanarchitecten Rees Jones en Walter Travis en de "Seaside"-baan werd ontworpen door Harry Colt, Tom Fazio en C. H. Alison.
De club besloot om alleen de Seaside-golfbaan te gebruiken voor bepaalde grote golftoernooien – de lengte van de baan voor een individueel toernooi is 6451 m met een par van 70.

## Golftoernooien
- McGladrey Classic: 2010-heden